# Toengoeska-explosie
De Toengoeska-explosie of Grote Siberische Explosie was een enorme explosie, die op 30 juni 1908 plaatsvond bij de rivier de Stenige Toengoeska in het gouvernement Jenisej (later Evenkisch autonoom district, sinds 2007 bestuurlijk onderdeel van de kraj Krasnojarsk) in Siberië. Als gevolg van de explosie braken in een omtrek van 30 tot 40 kilometer bomen aan de basis van de stam af. Over de oorzaak van de explosie wordt nog veel gespeculeerd, mede omdat deze in een zeer afgelegen gebied plaatsvond; de meest geaccepteerde verklaring is de ontploffing van een meteoor op circa 8 kilometer boven het aardoppervlak.
De schaarse ooggetuigen in het zeer dunbevolkte gebied zagen een vuurbal uit de hemel neerdalen en in de lucht exploderen. Dit ging gepaard met een zeer harde knal. Door de kracht van de explosie braken bomen in de omgeving af en werden mensen en dieren weggeblazen. De explosie was tot op meer dan 200 km van het bodemnulpunt te voelen.
Om het publiek bewust te maken van dergelijke uit de ruimte dreigende gebeurtenissen, is 30 juni uitgeroepen tot Internationale Dag van de Planetoïde.
Het gebied van de gebeurtenis is tegenwoordig beschermd: het Zapovednik Toengoesski.

## De gebeurtenis
Een geluk bij een ongeluk was dat de explosie plaatsvond boven een nagenoeg onbewoond gebied. Er is maar één menselijk slachtoffer bekend, een oude rendierherder op ca. 30 km van het hypocentrum. Hij werd door de kracht van de ontploffing 12 meter hoog in een boom geslingerd en overleed later aan zijn verwondingen.
Het getroffen gebied was zelfs zo afgelegen, dat het tot 1927 zou duren voordat een eerste wetenschappelijke expeditie het hypocentrum bereikte. Men was toen verbaasd geen grote inslagkrater te vinden, maar alleen een ruim 2000 km² groot gebied waar de meeste bomen tegen de grond waren geslingerd.
Dat er geen inslagkrater werd gevonden, kan verklaard worden doordat de meteoor al op een hoogte van enkele kilometers uiteen gespat was. Men schat dat de meteoor een doorsnede had van enkele tientallen meters. De energie die vrijkomt bij de inslag of ontploffing van een meteoor is het gevolg van de vaak zeer hoge kinetische energie van de meteoor. Deze wordt behalve door de massa ook bepaald door het kwadraat van de snelheid en deze is vaak zeer groot: enkele tientallen km/s.

## Oorzaak
In wetenschappelijke kringen is men het er tegenwoordig over eens dat de oorzaak gezocht moet worden in de ontploffing (dus geen inslag) van een vrij grote meteoroïde, of zelfs komeet. Voor dat laatste zijn drie aanwijzingen:
1. Een komeet is een 'vuile sneeuwbal', bestaande uit bevroren water en andere ijsachtige substanties, zoals bevroren kooldioxide, en talrijke zeer kleine deeltjes gesteente; rond het hypocentrum en wijde omgeving zijn zeer kleine bolletjes van glasachtig materiaal gevonden, die wijzen op het smelten maar niet meer geheel vergloeien van gesteentepartikeltjes die door de hoge stuwdruk in de dampkring of de explosie tot smelttemperatuur werden verhit. Bij de chemische analyse van de bolletjes werden hoge concentraties nikkel en iridium gevonden, wat er op wees dat ze mogelijk afkomstig waren van een meteoriet;[2]
2. In de nachten die op de explosie volgden was het in West-Europa zo licht (een rood ochtendgloren) dat men om middernacht de krant kon lezen. Dit wijst op stof in de zeer hoge atmosfeer, beschenen door de zon toen die nog diep onder de horizon stond.
3. De datum van de explosie (30 juni) staat in verband met de Tauriden, een meteorenzwerm, die de baan van de Aarde kruist. Dergelijke zwermen stof en fijn gruis, vaak op Aarde zichtbaar als sterrenregen, ontstaan uit kometen die verdampen en uiteenvallen. Het is niet onmogelijk dat een nog niet geheel tot stof vergaan brokstuk van de moederkomeet (komeet Encke) de Aarde heeft getroffen.

Er zijn in het verleden veel alternatieve, vaak fantasierijke, verklaringen gegeven voor de explosie:
- een experiment met een energiewapen door Nikola Tesla[3]
- een buitenaards ruimteschip
- een microscopisch zwart gat
- een stukje antimaterie
- een uit de hand gelopen vroegtijdig experiment met de ontwikkeling van een kernwapen

## Kratermeer
In juni 2007 ontdekten Italiaanse onderzoekers een klein komvormig meer, het Tsjekomeer, ongeveer 8 kilometer ten noordwesten van het hypocentrum. Het werd voor mogelijk gehouden dat het meer was gevormd door de inslag van een fragment van dezelfde meteoriet die de Toengoeska-explosie veroorzaakte. In 2017 duidde nieuw onderzoek er echter op dat dit niet mogelijk was. Russische onderzoekers deden onderzoek naar het sediment in het meer, en concludeerden dat het meer minstens 280 jaar oud moest zijn, of mogelijk nog veel ouder, maar in ieder geval dus duidelijk ouder dan de Toengoeska-explosie.

## In cultuur
De explosie is verwerkt in onder andere literatuur, films, videogames en songs. In Vanavara, zo'n 40 kilometer ten zuiden van het hypocentrum, is een museum dat aandacht besteedt aan de gebeurtenis, ook is er een straat naar genoemd: de Meteoritnaja Oelitsa.